# Stenkullens GoIK
Stenkullen GoIK är en idrottsförening från Stenkullen i Sverige. Klubben bildades den 10 november 1926.
Damfotbollslaget startades 1970, och spelade sex säsonger i Sveriges högsta division under perioden 1979-1986. samt blev distriktsmästarinnor 1979 och 1981.
Monika Jacobsson gjorde 236 mål för damlaget åren 1973-1975, och spelade för svenska landslaget. Målvakten Sabine Piltorp spelade också för Sverige, dock då hennes klubbadress var Jitex BK.
Herrarna spelar säsongen 2021 i Div4A Göteborg
Flest A-lags säsonger Alexander Swerin 19st (2000-2018)

Stenkullen GoIK spelar i Röda tröjor, blåa shorts och röda strumpor. 

### Fotnoter
1. ↑  Jimmy Lindahl (27 februari 2004). ”Maratontabell för högsta damserien 1978-2003”. Bolletinen. http://www.bolletinen.se/sfs/pdf/stat_d_maraton_1978_2003_maratontab_f_hogsta_damserien.pdf. Läst 13 oktober 2013.
2. ↑  Historik, läst 13 oktober 2013 Arkiverad 8 februari 2015 hämtat från the Wayback Machine.